# Go (Moby)
Go è una canzone del musicista statunitense Richard Melville Hall, in arte Moby, pubblicato come primo singolo dal suo album omonimo. Il singolo è stato un successo nel Regno Unito, dove ha raggiunto la posizione numero dieci nella Official Singles Chart.
Il brano si regge principalmente da tre campionamenti. Il primo è la melodia, tratta da Laura Palmer's Theme, colonna sonora della serie televisiva "I segreti di Twin Peaks"; il secondo è l'urlo "Go!" preso dall'omonimo brano del gruppo gothic rock Tones on Tail; il terzo è la parola "Yeah...", che ha un posto di rilievo nel pezzo ed è un campione dal singolo del 1985 Love's Gonna Get You del cantante soul Jocelyn Brown.
Il video musicale della canzone è stato diretto da Ondrej Rudavsky e mostra vari video sovrapposti molto cupi e grotteschi, che riprendono in certi punti anche la scena de "Una notte sul Monte Calvo" del film della Walt Disney Pictures "Fantasia".
14 differenti remix della canzone sono stati raccolti e combinati in un intero CD come un disco bonus per l'album di Moby Rare: The Collected B-Sides 1989-1993.
Il titolo della versione più famosa, Go (Woodtick Mix) è forse un riferimento alla puntata sette di Twin Peaks, in cui l'agente speciale Dale Cooper viene colpito tre volte dopo aver tolto il suo giubbotto antiproiettile mentre inseguiva un segno di spunta nel legno, come rivelato nell'episodio otto.
Data la sua notorietà, l'antologia di Moby del 2006, è stata chiamata proprio Go - The Very Best of Moby, in cui tra l'altro è presente un remix del brano. Nella versione "UK" appare invece quello di I Like to Score.
Nel 2010, Go è stato posto al numero 134 nella classifica della Pitchfork, "Top 200 tracks of 1990".

## Tracce

### "Original Rough Trade/Outer Rhythm release"
1. Go (Woodtick Mix) - 6:31
2. Go (Low Spirit Mix) - 6:09
3. Go (Analog Mix) - 6:22

### "Go Remixes"
1. Go (Radio Edit) - 3:32
2. Go (Rainforest Mix) - 5:18
3. Go (Subliminal Mix) - 4:30
4. Go (Woodtick Mix) - 6:31
5. Go (Soundtrack Mix) - 5:21
6. Go (Original Mix) - 6:15

### "Low Spirit release"
1. Go (Original Mix) - 6:13
2. Go (Remix) - 6:09
3. Breathe - 6:15

## Classifica
| Chart (1991)                                      | Posizione |
| ------------------------------------------------- | --------- |
| Dutch Singles Chart                               | 6         |
| Official Singles Chart                            | 10        |
| U.S. Billboard Hot Dance Music/Maxi-Singles Sales | 16        |
| U.S. Billboard Hot Dance Club Play                | 18        |